# Alocasia suhirmaniana
Alocasia suhirmaniana är en kallaväxtart som beskrevs av Yuzammi och Alistair Hay. Alocasia suhirmaniana ingår i släktet Alocasia och familjen kallaväxter. Inga underarter finns listade.